# سن پیترو دی فلتو
سن پیترو دی فلتو (به ایتالیایی: San Pietro di Feletto) یک کومونه در ایتالیا است که در استان ترویزو واقع شده‌است.

## خصوصیات
سن پیترو دی فلتو ۱۹٫۵ کیلومترمربع مساحت و ۵٬۱۴۴ نفر جمعیت دارد.